# Білефельдський університет
Білефельдський університет (нім. Universität Bielefeld) — університет у німецькому місті Білефельд. Заснований в 1969 році, один із наймолодших університетів країни.
На 2010 рік в університеті працюють 292 професори і навчаються 17 370 студентів.

## Факультети
- Біологічний факультет
- Хімічний факультет
- Педагогічний факультет

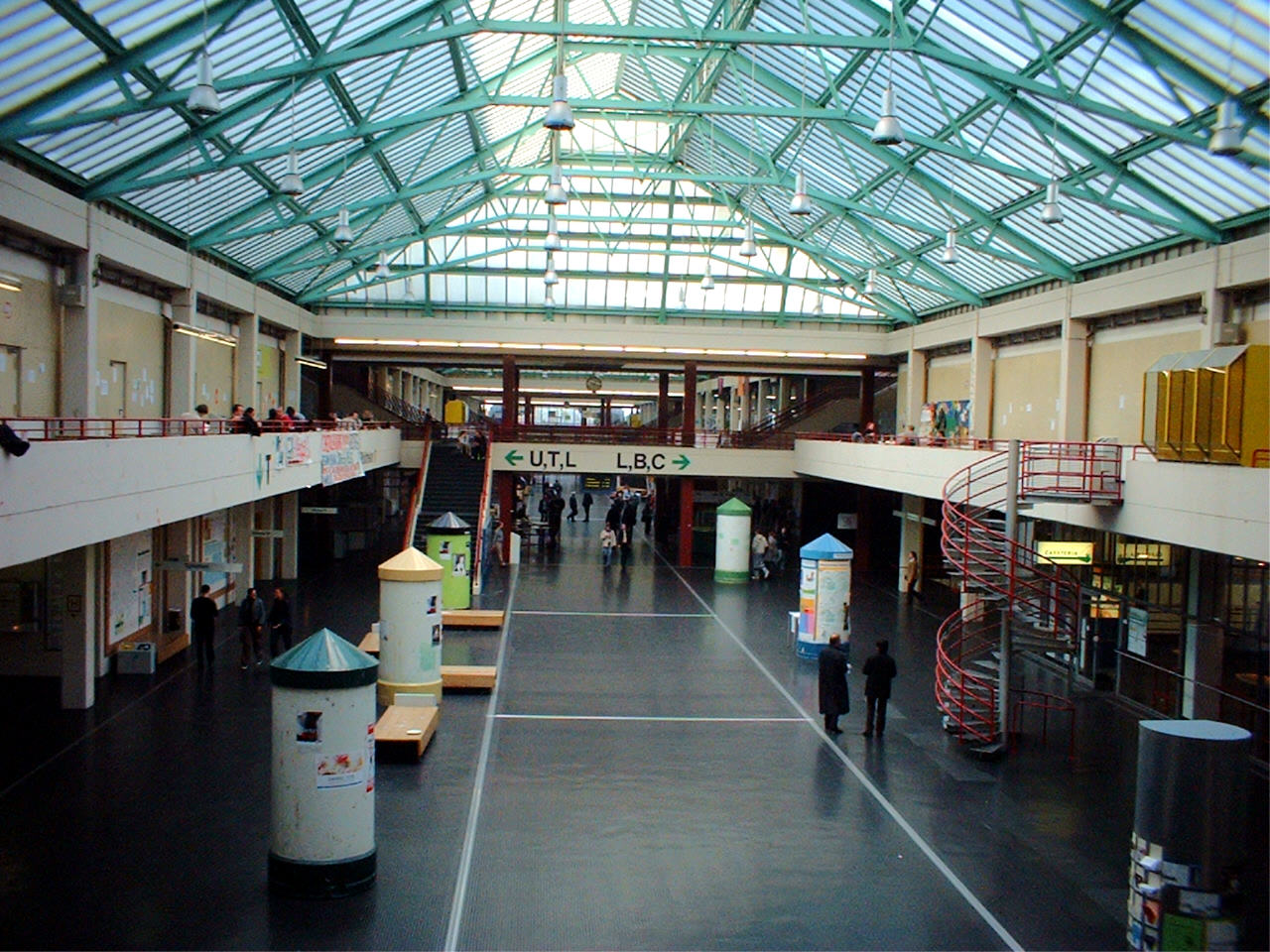
У головному павільйоні університету

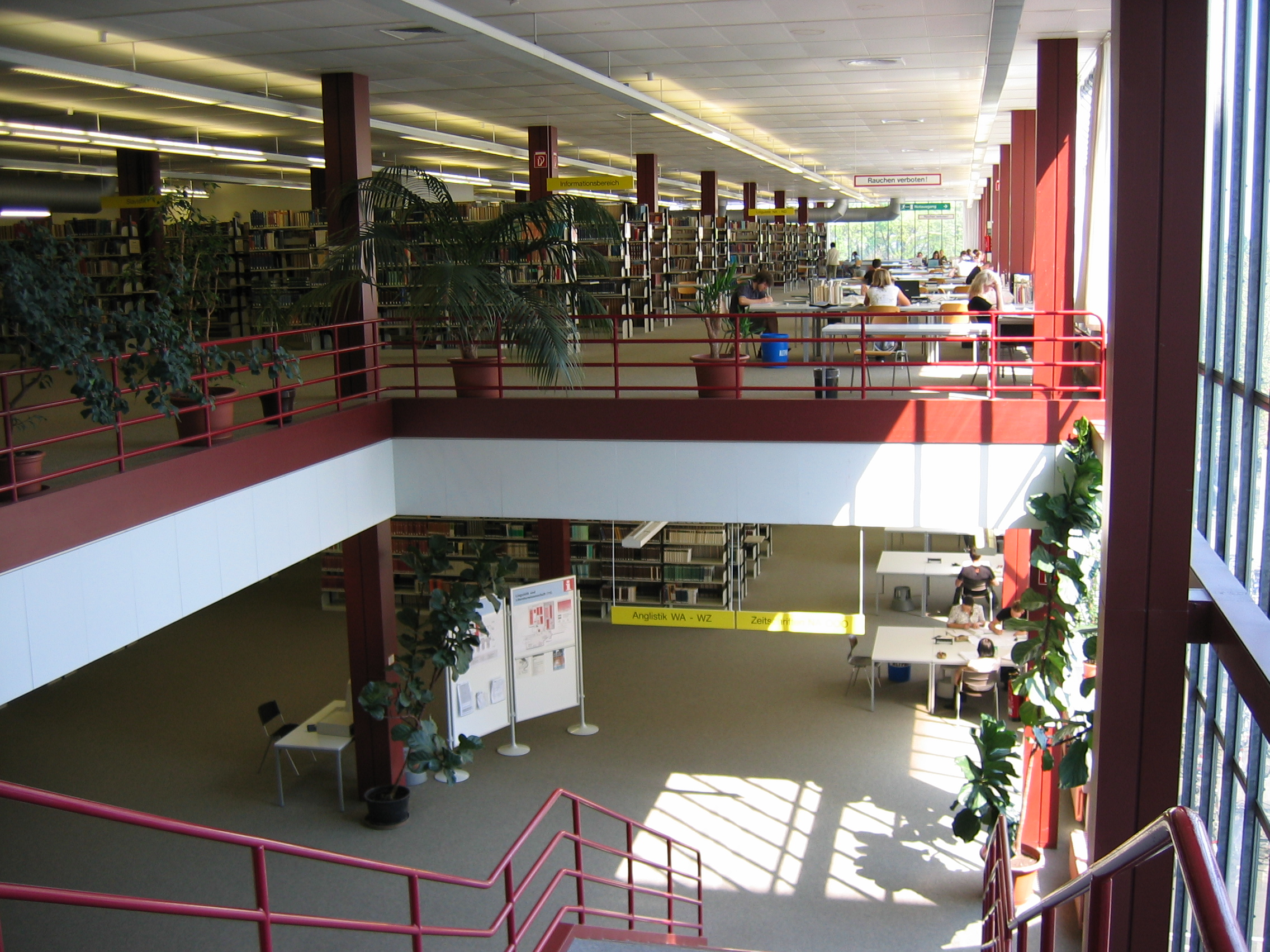
Читальні зали в бібліотеці

- Факультет історії, філософії та євангельської теології
- Факультет громадського здоров'я
- Факультет лінгвістики та літературознавства
- Математичний факультет
- Фізичний факультет
- Факультет психології та спортивної науки
- Юридичний факультет
- Факультет соціології (перший соціологічний факультет у Німеччині)
- Технічний факультет
- Економічний факультет

## Університетський кампус
В університетському павільйоні знаходяться:
Перший поверх
- 16 класичних лекційних залів і один особливо великий лекційний зал, який називається Auditorium Maximum.
- Їдальня (Mensa), відкрита з понеділка до п'ятниці з 11.30 до 14.15 год
- Кафетерій (Cafeteria), відкрита Пон.-Пт. 08.00-20.00, Суб. 09.00-14.30
- Філія німецького федерального агентство з працевлаштування
- Плавальний басейн

Другий поверх
- Філія страхової медичної організації АОК (AOK)
- Офіси студентської ради, антифашистської організації Антифа і автономної групи геїв і лесбійок
- Педагогічний музей
- Центр управління університетської бібліотеки

## Бібліотека
Бібліотека Білефельдського університету заснована 1967 року, Її фонд становить 2,2 млн томів. 95 % бібліотечного фонду перебувають в прямому доступі в читальних залах бібліотеки. Бібліотека відкрита для відвідування з понеділка до суботи з 08:00 до 01:00 ч. На вихідних — з 08:00 до 22:00 год.

## Видатні діячі, пов'язані з університетом

### Президенти університету
- 1969 — 1970: Ернст Йоахім Местмекер
- 1970 — 1992: Карл Петер Гротемайер
- 1992 — 1996: Гельмут Сковронек
- 1996 — 2001: Герд Рікхейт
- 2001 — 2009: Дітер Тіммерман
- 2009 — сьогодні: Герхард Загерер

### Почесні сенатори[14]
- 1989 Райнгарт Козеллек (1923—2006), історик, один із співзасновників університету
- 1994 Еріх Крістіан Шредер (1927—2007), філософ
- 1996 Ніклас Луман (1927—1998), соціолог
- 1998 Йоганнес Рау (1931—2006), Президент Німеччини
- 2004 Ганс-Ульріх Велер (нар. 1931), історик

### Почесні доктори
- 1980: Норберт Еліас
- 1985: Манфред Ейген
- 1989: Райнгард Зелтен
- 1994: Герхард Ріттер
- 1998: Жан Марі Лен
- 1999: Григорій Маргуліс
- 2000: Едмон Малінво
- 2001: Гарольд Крото
- 2003: Станіслав Лем
- 2004: Леонід Гурвіч

### Знамениті студенти та випускники
- Штефан Рааб — навчався на юридичному в 90-х роках минулого століття.